# Eedverbond der Edelen

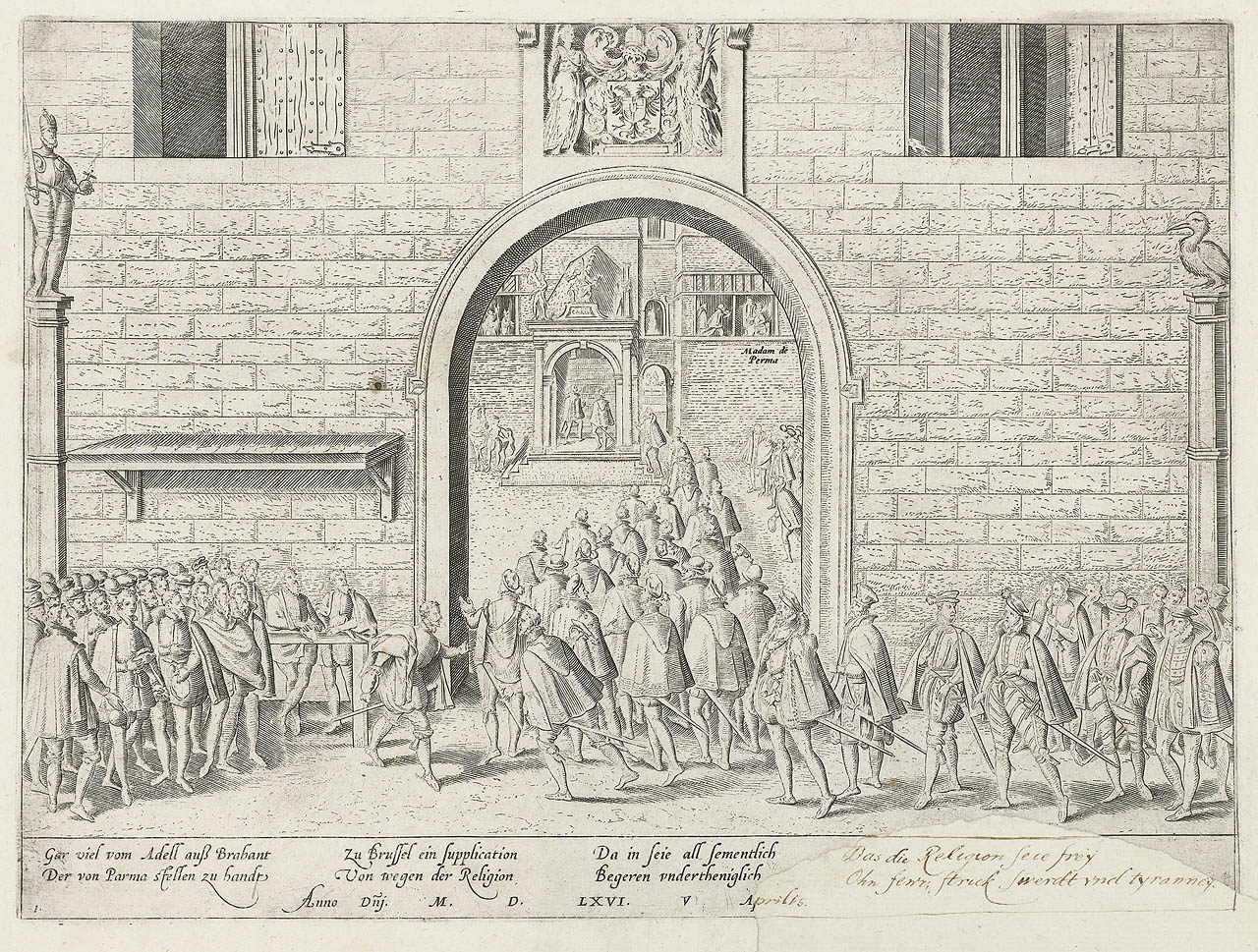
Gravure van de aanbieding van het smeekschrift, door Frans Hogenberg

Hendrik van Brederode biedt Margaretha van Parma het Smeekschrift der Edelen aan.

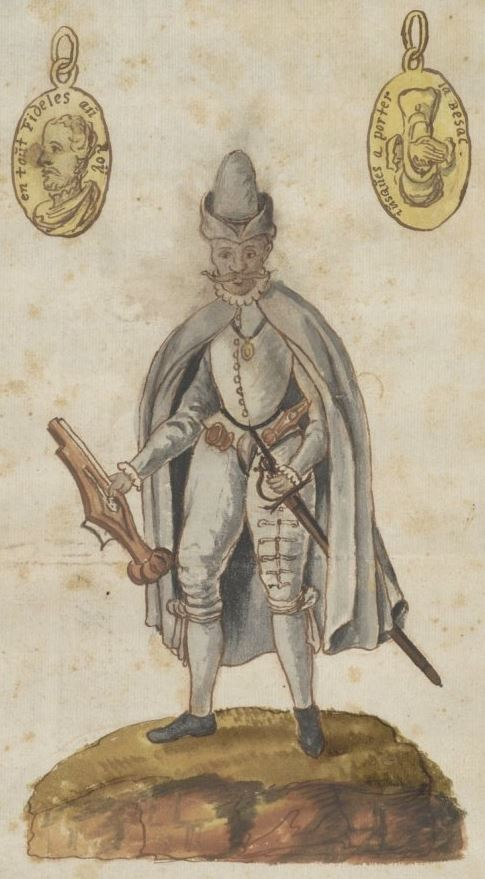
16e-eeuwse pentekening van een lid van het eedverbond der edelen met bijhorende symboliek: grijze livrei, geuzenpenning, bedelnap, zwaard, pistool en Turkse snor

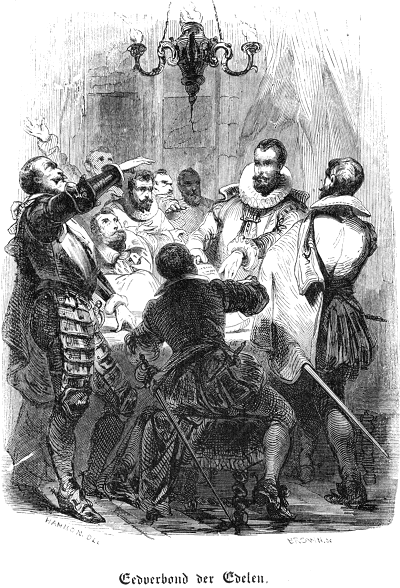
19-eeuwse illustratie van het Eedverbond der Edelen (Hendrik Conscience, Geschiedenis van België, 1859)

Het Eedverbond der Edelen (Frans: Compromis des Nobles) was een alliantie tussen calvinistische en katholieke edelmannen die gesloten werd in 1565 en die zich kantte tegen de harde geloofsvervolging in de Spaanse Nederlanden door de Spaans-Habsburgse dynastie. Het verbond vroeg de opheffing van de Inquisitie en de verzachting van de plakkaten tegen ketterij. Het deed dat in drie smeekschriften aan landvoogdes Margaretha van Parma, aangeboden op 5 april 1566, 30 juli 1566 en 8 februari 1567. Hun eisen hadden enig effect, maar in reactie op de Beeldenstorm werd de repressie verder opgevoerd door de nieuwe landvoogd Alva en brak de Tachtigjarige Oorlog uit.

## Geschiedenis
Het Verbond werd aangevoerd door Hendrik van Brederode, geflankeerd door de graven Floris van Culemborg en Lodewijk van Nassau. Zij kanaliseerden de toenemende onvrede onder de lagere en middelgrote adel met protestantse sympathieën. Zij wilden naar het voorbeeld van de Franse hugenoten de krachten bundelen van al wie godsdienstvrede voorstond. De kopstukken van de hoge adel – graaf Lamoraal van Egmont, de graaf van Horne, Filips van Montmorency, baron Floris van Montigny, de graaf van Hoogstraten, Antoon II van Lalaing en Willem van Oranje – hielden zich aanvankelijk afzijdig.
Willem van Oranje stond in contact met het Verbond via zijn broer Lodewijk van Nassau. Naast de vrees voor de invoering van de Spaanse inquisitie en afkeer van strenge godsdienstplakkaten, speelde voor de adel het streven naar het behoud van de eigen positie een rol. Vele edelen waren verarmd en door de opkomst van ambtenaren als uitvoerders van het bestuur van hun invloed beroofd.
Op 5 april 1566 kwamen zo'n 200 edelen bijeen afkomstig uit alle delen van de Nederlanden. Ze verschaften zich toegang tot het Paleis op de Koudenberg te Brussel en overhandigden het Smeekschrift der Edelen aan landvoogdes Margaretha van Parma. Dit veroordeelde de Inquisitie in felle bewoordingen en dreigde nauwelijks verholen met gewapende opstand als er geen einde zou komen aan de vervolging. Nochtans keerde het smeekschrift zich voor het overige niet tegen het gezag van koning, regering of kerk.
Toen hij de circa tweehonderd edelen aan zag komen sprak de raadsheer van de landvoogdes,  Karel van Berlaymont  het volgende: “N’ayez pas peur, Madame, ce ne sont que des gueux” (Wees niet bang, mevrouw, het zijn maar bedelaars), waarna de edelen de naam gueux (bedelaars) als een eretitel aannamen.
De beeldenstorm van augustus 1566 dreef de adel tot het zogenaamde Akkoord met Margaretha van Parma (23 augustus 1566). Hierbij zouden de edelen Margaretha steunen bij het herstellen van de openbare orde voor zover de protestantse erediensten ongemoeid werden gelaten in plaatsen waar ze voet aan wal hadden gekregen. Het Compromis werd daarop ontbonden, waardoor de opstand zonder leiding viel.
Een overgebleven groep, het zogeheten Compromis van Breda, bood in februari 1567 zonder succes een nieuw smeekschrift aan. Uitgeweken edelen verbonden zich in Duitsland tot een nieuw Compromis (Diederik Sonoy).

## De voornaamste leden
- Lodewijk van Nassau (1538 - gesn. 1574)
- Hendrik van Brederode (1531 - 1568), bijgenaamd 'Grote Geus'
- Floris van Culemborg (1537 - 1598)
- Jan van Marnix (1537 - gesn. 1567)
- Hendrik Bentinck, drost van Culemborg
- Johan Ripperda tot Weldam (1536 - 1591)
- Adolf van der Aa (gesn. 1568)
- Filips van der Aa (overl. 1586)
- Jan van Casembroot (ca. 1525 - onthoofd 1568)
- Wessel VI van Boetzelaer (1500 - 1575)
- Floris van den Boetzelaer (ca. 1520 - ca. 1575)
- Otto van den Boetzelaer (ca. 1530 - 1568)
- Daniël van den Boetzelaer (ca. 1525 - 1591)
- Rutger VI van Boetzelaer (1534 - 1604)
- Lancelot van Brederode (onthoofd, 1573)
- Maximiliaan de Cock van Neerijnen (onthoofd, 1568)
- Johan van der Does (1545 - 1604)
- Albrecht van Egmont (? - 1595)
- Charles de Boisot (ca. 1530 - 1575)
- Barthold Entens van Mentheda tot Middelstum (1539 -gesn. 1580)
- Nicolaas de Hames (ca. 1528 - 1568)
- Guislain de Fiennes (overl. 1577)
- Frederik van Dorp (1547 - 1612)
- Willem van Blois van Treslong (ca. 1529 - 1594)
- Dirk van Bronkhorst-Batenburg (onthoofd, 1568)
- Gijsbert van Bronkhorst-Batenburg (onthoofd, 1568)
- Jan van Montigny (onthoofd, 1568)
- Willem van den Bergh (1537 - 1586)
- Josse Snoy (ca. 1512 - 1584)
- Diederik Sonoy (1529 - 1597)
- Seerp Galama (1528 - 1581)
- Jacob van Ilpendam (onthoofd, 1568)
- Bernard van Merode (1510 - 1591)
- Karel van Mansfeld (1543 - 1594)
- Arent van Duvenvoirde (1528 - 1599)
- Gemme van Burmania (1523-1602)
- Herman Moded (1520-1603)
- Jakob van Heule[5]
- François Wolbocker, heer van Lloo en Worms
- Willem Buma, heer van Rinsmastate (onthoofd, 1568)